# Homalotylus flaminius
Homalotylus flaminius är en stekelart som först beskrevs av Johan Wilhelm Dalman 1820.  Homalotylus flaminius ingår i släktet Homalotylus och familjen sköldlussteklar. Arten är reproducerande i Sverige. Inga underarter finns listade i Catalogue of Life.